# Caloenas
Caloenas — рід голубових, що містить 1 вид нині живих птахів, Caloenas nicobarica й один чи два викопні види Caloenas nicobarica та Caloenas canacorum.